# بيت مجمل (المفتاح)

تعديل مصدري - تعديل

بيت مجمل هي إحدى قرى عزلة الجبر الاعلى بمديرية المفتاح التابعة لمحافظة حجة، بلغ تعداد سكانها 111 نسمة حسب تعداد اليمن لعام 2004.